# Райс, Энгаури
Энга́ури Райс (англ. Angourie Rice; /æŋˈɡaʊri/; род. 1 января 2001) — австралийская актриса, наиболее известная своими ролями в фильмах «Последние часы» (в роли Роуз), «Славные парни» (в роли Холли) и «Привидение» (в роли Рианнон).

## Биография
Райс живёт в Мельбурне, вместе с отцом-режиссёром Джереми Райсом и матерью-писательницей Кэти Райс. На протяжении пяти лет она жила в Перте, а потом какое-то время в Мюнхене, в Германии, прежде чем семья вернулась в Мельбурн.
В 2013 году Райс дебютировала в апокалиптическом триллере «Последние часы», где снялась вместе с Натаном Филлипсом. Режиссёром и сценаристом выступил Зак Хилдич. Также появилась в начале и в конце фильма «Прогулки с динозаврами».
В 2015 году Райс снялась в телесериалах «Тайны доктора Блэйка», «Худшие годы в моей жизни» и «Секрет острова Мако». В 2016 году она снялась вместе с Дуги Болдуином, Джоэлем Локом, Рахартом Адамсом и Мэттом Тестро в научно-фантастическом фильме «Потерянные: Книга теней». Там она исполнила роль антагонистки Теган и по её словам, эта роль ей понравилась.
В том же году Райс снялась в комедии «Славные парни» вместе с Расселом Кроу и Райаном Гослингом. Режиссёром выступил Шейн Блэк. Премьера в прокате состоялась 20 мая 2016 года на Warner Bros. Pictures.
В 2017 году появилась в фильме/адаптации Софии Копполы произведения Томаса П. Куллинана «Роковое искушение», премьера которого состоялась на Каннском кинофестивале 2017 года, где Коппола выиграла приз за лучшую режиссуру. Также она сыграла роль Бетти Брант в перезагрузке «Человек-паук: Возвращение домой».
В 2018 году снялась в романтической драме «Каждый день» (в российском прокате — «Привидение»), а также будет играть роль Лизы в австралийской версии мюзикла «Леди в чёрном».
В 2019 году вместе с Майли Сайрус снялась в финале 5-го сезона сериала «Чёрное зеркало», в эпизоде «Рейчел, Джек и Эшли Два».

## Фильмография
| Год  | Название                        | Роль                   | Примечания |
| ---- | ------------------------------- | ---------------------- | ---------- |
| 2013 | Последние часы                  | Роза                   |            |
| 2013 | Прогулка с динозаврами          | Джейд                  |            |
| 2016 | Потерянные: Книга теней         | Теган                  |            |
| 2016 | Славные парни                   | Холли                  |            |
| 2017 | Джаспер Джонс                   | Элайза Вишарт          |            |
| 2017 | Человек-паук: Возвращение домой | Бетти Брант            |            |
| 2017 | Роковое искушение               | Джейн                  |            |
| 2018 | Привидение                      | Рианнон                |            |
| 2018 | Леди в чёрном                   | Лиза                   |            |
| 2019 | Человек-паук: Вдали от дома     | Бетти Брант            |            |
| 2021 | Человек-паук: Нет пути домой    | Бетти Брант            | [ 13 ]     |
| 2022 | Выпускной класс                 | молодая Стефани Конвей |            |
| 2022 | Общество Онор                   | Онор Роуз              |            |
| 2024 | Дрянные девчонки                | Кэйди Хирон            |            |

| Год  | Название                     | Роль         | Примечания                        |
| ---- | ---------------------------- | ------------ | --------------------------------- |
| 2014 | Тайны доктора Блэйка         | Лиза Вутон   | Эпизод: «Тишина»                  |
| 2014 | Худшие годы в моей жизни     | Руби         | Эпизод: «Хэллоуин»                |
| 2015 | Секрет острова Мако          | Неппи        | Эпизод: «Безбилетный»             |
| 2019 | Чёрное зеркало               | Рейчел       | Эпизод: «Рейчел, Джек и Эшли Два» |
| 2021 | Мейр из Исттауна             | Шивон Шиэн   | Мини-сериал, главная роль         |
| 2023 | Последнее, что он сказал мне | Бейли Майклз | главная роль                      |